# شجرة مطاط صلبة الأوراق
شجرة مطاط صلبة الأوراق أو هيفيا صلبة الأوراق (الاسم العلمي: Hevea rigidifolia) هي نوع نباتي يتبع جنس شجرة مطاط من الفصيلة الفربيونية.